# Federico Basso Della Rovere
Federico Basso Della Rovere (Casale Monferrato, 1805 – Torino, 10 gennaio 1865) è stato un generale italiano.

## Biografia
Fratello maggiore del generale Alessandro Della Rovere e del gesuita e fotografo Vittorio della Rovere, Federico era il primo figlio maschio del marchese Luigi Basso Della Rovere e di sua moglie, Leopoldina Enrielli di Donnaz. Nacque nel palazzo di famiglia a Casale Monferrato nel 1805.
Avviato alla carriera militare, nel 1836 divenne secondo scudiere di re Carlo Alberto di Savoia, divenendo poi primo scudiero del duca Ferdinando di Savoia-Genova. 
Nel 1850 fu promosso al grado di Tenente Colonnello.
Tutore dei principi Amedeo e Oddone di Savoia, fu aiutante di campo del duca Tommaso di Savoia-Genova.
Prese parte alla prima guerra d'indipendenza, alla guerra di Crimea ed alla seconda guerra d'indipendenza italiana a capo dell'amministrazione militare, a seguito della quale nel 1860 venne nominato maggior generale d'artiglieria.
Nel 1864 raggiunse il grado di Luogotenente generale. Morì a Torino nel 1865.